# Scarborough Town FC
Scarborough Town FC (celým názvem: Scarborough Town Football Club) byl anglický fotbalový klub, který sídlil ve městě Scarborough v nemetropolitním hrabství North Yorkshire. Založen byl v roce 2008 z rezervy zaniklého Scarborough. Po odehrání sezóny 2012/13 byl klub kvůli nevyhovujícímu hřišti vyloučen z Humber Premier League (11. nejvyšší soutěž), následně byl po těchto událostech rozpuštěn. Rivalem klubu byl Scarborough Athletic, který byl založen v roce 2007.
Své domácí zápasy odehrával na McCain Sports Field s kapacitou 1 000 diváků.

## Historické názvy
Zdroj: 
- 2008 – Scarborough Town FC (Scarborough Town Football Club)
- 2013 – zánik

## Umístění v jednotlivých sezonách
Stručný přehled
Zdroj: 
- 2008–2009: Teesside Football League (Division Two)
- 2009–2010: Wearside Football League
- 2011–2012: Humber Premier League (Division One)
- 2012–2013: Humber Premier League (Premier Division)

Jednotlivé ročníky
Zdroj: 
Legenda: Z - zápasy, V - výhry, R - remízy, P - porážky, VG - vstřelené góly, OG - obdržené góly, +/- - rozdíl skóre, B - body, červené podbarvení - sestup, zelené podbarvení - postup, fialové podbarvení - reorganizace, změna skupiny či soutěže
| Anglie (2008 – 2013) |                                          |        |    |    |   |    |     |    |      |    |        |
| Sezóny               | Liga                                     | Úroveň | Z  | V  | R | P  | VG  | OG | +/-  | B  | Pozice |
| 2008/09              | Teesside Football League (Division Two)  | 12     | 20 | 16 | 4 | 0  | 72  | 11 | +61  | 52 | 1.     |
| 2009/10              | Wearside Football League                 | 11     | 36 | 29 | 5 | 2  | 140 | 31 | +109 | 92 | 1.     |
| ...                  |                                          |        |    |    |   |    |     |    |      |    |        |
| 2011/12              | Humber Premier League (Division One)     | 12     | 26 | 21 | 1 | 4  | 118 | 37 | +81  | 64 | 1.     |
| 2012/13              | Humber Premier League (Premier Division) | 11     | 26 | 7  | 5 | 14 | 50  | 61 | -11  | 22 | 12.    |